# ComicBook.com
ComicBook.com是一個專注於娛樂領域的網站，涵蓋漫畫、電視、電影、電子遊戲及日本動畫等相關新聞。

## 歷史
ComicBook.com最初僅是一個存放漫畫銷售連結與新聞稿的網頁，曾由不同公司持有。
2007年，祖·伯克蒙（Joe Blackmon）與其商業夥伴創立ComicBook.com，將其定位為報導漫畫新聞的網站。到了2010年，該網站由的威廉·京（William King）共同持有，並逐步發展為一個獨立的新聞平台。
2014年1月，247Sports的行政總裁沙隆·泰利（Shannon Terry）成為ComicBook.com的行政總裁，而祖·伯克蒙則成為該網站的總裁。當時，該網站擁有八名全職員工及多名兼職撰稿人。同年5月，該網站推出全新功能，包括討論區、投票機制，並更專注於社交媒體互動。
2015年，占·維斯卡迪（Jim Viscardi）出任網站編輯。2016年，森·沙維奇（Sam Savage）成為行政總裁。
2018年4月，CBS互動（後併入派拉蒙全球）收購ComicBook.com及PopCulture.com。收購完成後，森·沙維奇隨即卸任行政總裁。
2024年4月，占·維斯卡迪離開ComicBook.com，轉任映像漫畫的商業發展副總裁。而ComicBook.com則由助理執行總編輯祖·施密特（Joe Schmidt）接掌領導。
2024年8月，派拉蒙全球將ComicBook.com與PopCulture.com出售予森·沙維奇旗下的數碼媒體營運公司沙維奇投資（Savage Ventures），此舉旨在推進其資產剝離計劃，以及實現5億美元的成本削減目標。當時，ComicBook.com與PopCulture.com共擁有逾40名員工。最初預計此次收購不會引發裁員或高層變動，但收購完成後，數名員工遭到解僱，其中包括祖·施密特。
2024年9月，賓·堅迪（Ben Kendrick）加入沙維奇投資，並出任ComicBook.com的編輯總監。在此之前，他曾擔任Static Media的內容策略副總裁，並曾擔任Screen Rant、漫畫書資源網及Collider的內容總監。

## 內容
ComicBook.com以漫畫、電視、電影、電子遊戲及日本動畫為核心，提供新聞報導、專訪與評論。ComicBook.com亦製作影音內容及Podcast，包括綜合娛樂新聞的《漫畫國》（ComicBook Nation）、專注於漫威漫畫與漫威電影宇宙的《第零階段》（Phase Zero）、專注於寵物小精靈的《野生的Podcast出現了》（A Wild Podcast Has Appeared），以及每日新聞與娛樂短片系列《每日娛樂》（Daily Distraction）。
2023年，ComicBook.com與《今夜娛樂》合作，為HBO劇集《最後生還者》第一季推出Podcast節目《最後的Pods》（The Last of Pods）。
2024年10月，ComicBook.com解僱《第零階段》全體主持人，導致節目被迫停播。隨後，原班主持人另起爐灶，創立了獨立的Podcast節目《英雄階段》（Phase Hero）。

## 外部連結
- 官方網站